# کسی نمی‌تواند مرا نجات دهد
"کسی نمی‌تواند مرا نجات دهد" (به انگلیسی : No Body Can Save Me) یک ترانه از گروه لینکین پارک و با خوانندگی چستر بنینگتون است؛ این ترانه جزو آلبوم یک نور دیگر، با مدت زمان ۳:۴۵ می‌باشد.

## رتبه در جدول
| جدول سال ۲۰۱۷                       | رتبه |
| ----------------------------------- | ---- |
| جمهوری چک (صد تک‌آهنگ برتر دیجیتالی) | ۲۳   |
| اسلواکی (صد تک‌آهنگ برتر دیجیتالی)   | ۸۷   |
| آمریکا (بیلبورد)                    | ۳۷   |